# Südtirol Pass
Der Südtirol Pass ist eine Chipkarte, die als elektronischer Fahrschein für die im Verkehrsverbund Südtirol zusammengeschlossenen Verkehrsmittel dient. Diese umfassen alle öffentlichen Bus-, Eisenbahn- und Seilbahnangebote im Nah- und Regionalverkehr der autonomen italienischen Provinz Südtirol. Der per Contactless-Entwertung funktionierende Südtirol Pass wurde am 14. Februar 2012 in Betrieb genommen und ersetzte teilweise eine Bandbreite diverser herkömmlicher Fahrkarten. Seine Einführung brachte dank der Niedrigschwelligkeit einen rasanten Anstieg der Fahrgastzahlen in ganz Südtirol mit sich. Mehr als die Hälfte der Südtiroler besitzt einen Südtirol Pass. Seit 2021 kann er auch digital in der App des Verkehrsverbunds entwertet werden.

## Gültigkeit
Der Südtirol Pass ist in allen öffentlichen Verkehrsmitteln, die im Südtiroler Verkehrsverbund zusammengeschlossen sind, gültig. Diese umfassen:
- alle städtischen Buslinien,
- alle Regionalbuslinien,
- alle Regionalzüge (R und RV) der SAD und der Trenitalia (keine Gültigkeit jedoch in den Fernverkehrszügen),
- zwei kleinere schienengebundene Verkehrsmittel, nämlich die Rittner Bahn und die Mendelbahn,
- eine Reihe von Luftseilbahnen, nämlich die Kohlerer Bahn, die Meransner Bahn, die Seilbahn Mölten, die Rittner Seilbahn und die Seilbahn Vöran.

Auf den Eisenbahnstrecken besitzt der Südtirol Pass Gültigkeit auf der Brennerbahn zwischen den Bahnhöfen Brenner und Trient, auf der gesamten Pustertalbahn, der Bahnstrecke Bozen–Meran und der Vinschgaubahn. Darüber hinaus kann der Südtirol Pass auch auf den Streckenabschnitten der Brennerbahn vom Brenner weiter bis zum Bahnhof Innsbruck sowie auf der Drautalbahn vom Bahnhof Innichen weiter bis zum Bahnhof Lienz genutzt werden. Allerdings kommt auf den österreichischen Streckenabschnitten der ÖBB-Tarif zur Anwendung.

## Nutzung
Der physische Südtirol Pass funktioniert contactless, also indem man die Chipkarte in die Nähe eines Entwerters hält. Die entsprechenden Entwerter befinden sich bei Bussen in den Fahrzeugen, bei allen Eisen- und Seilbahnen in den Stationen. Bei den Stadtbussen, Luftseilbahnen, der Mendel- und der Rittner Bahn genügt eine einzige Entwertung, da jeweils ein Einheitstarif für die gesamte Fahrt verrechnet wird. Auch bei den Regionalzügen reicht eine einzige Entwertung, allerdings muss vor Fahrtantritt per Zahlencode die gewünschte Endstation eingetippt werden. Bei Regionalbussen muss man sowohl bei Fahrtantritt als auch bei Fahrtende entwerten, damit exakt die gefahrene Strecke verbucht werden kann.
Seit 2021 kann der Südtirol Pass auch digital in der App des Verkehrsverbunds entwertet werden.

## Varianten
Den Südtirol Pass, für dessen Erwerb man eine italienische Steuernummer benötigt, gibt es in vielen Ausführungen. Dazu zählen:
- südtirolmobil Flex – kann von jeder Person beantragt werden, die in der Europäischen Union oder in der Schweiz ansässig ist oder in Südtirol arbeitet, zur Schule geht oder studiert.
- südtirolmobil Fix365 – kann von jeder Personen beantragt werden, die in der Europäischen Union oder in der Schweiz ansässig ist oder in Südtirol arbeitet.
- südtirolmobil FlexFamily – kann von jedem in Südtirol lebenden Elternteil mit mindestens einem minderjährigen Kind beantragt werden (bei Wohnsitz im Ausland muss im AIRE-Register eine Eintragung in einer Südtiroler Gemeinde vorliegen).
- südtirolmobil U26 – kann von jeder in Südtirol lebenden Person unter 26 Jahren beantragt werden.
- südtirolmobil 65+ – kann von jeder Person, die 65 Jahre alt oder älter ist und in Südtirol wohnt, beantragt werden (bei Wohnsitz im Ausland muss im AIRE-Register eine Eintragung in einer Südtiroler Gemeinde vorliegen).
- südtirolmobil 365 Free – kann von jeder Person mit Wohnsitz in Südtirol beantragt werden, die gehörlos ist oder bei der eine Zivilinvalidität von mindestens 74 % festgestellt wurde oder die wegen einer dauerhaften körperlichen Beeinträchtigung den Entwertungsvorgang nicht selbst durchführen kann.

Eine stark genutzte Sonderform ist der Südtirol Pass abo+ für Schüler und Auszubildende.

## Tarife/Preise
Die Preise von südtirolmobil Flex und von südtirolmobil FlexFamily sind nach Kilometern gestaffelt. Die Schwellenwerte sind 1.000, 2.000, 10.000 und 20.000 Kilometer. Mit jedem Schwellenwert, den man innerhalb eines Jahres erreicht, wird der Kilometertarif günstiger. Ab 20.000 Kilometer sind die Fahrten kostenlos. Bezahlt werden kann per Bankeinzug oder per aufladbarem Online-Konto.
Die Variante südtirolmobil Fix365 dient als ganzjährig gültige Zeitkarte zu einem Fixpreis von 250 €. Auch die anderen Varianten haben Fixpreise für eine ganzjährige Gültigkeit (mit Ausnahme der für die Berechtigten kostenlosen Variante südtirolmobil 365 Free).